# Zasoby naturalne

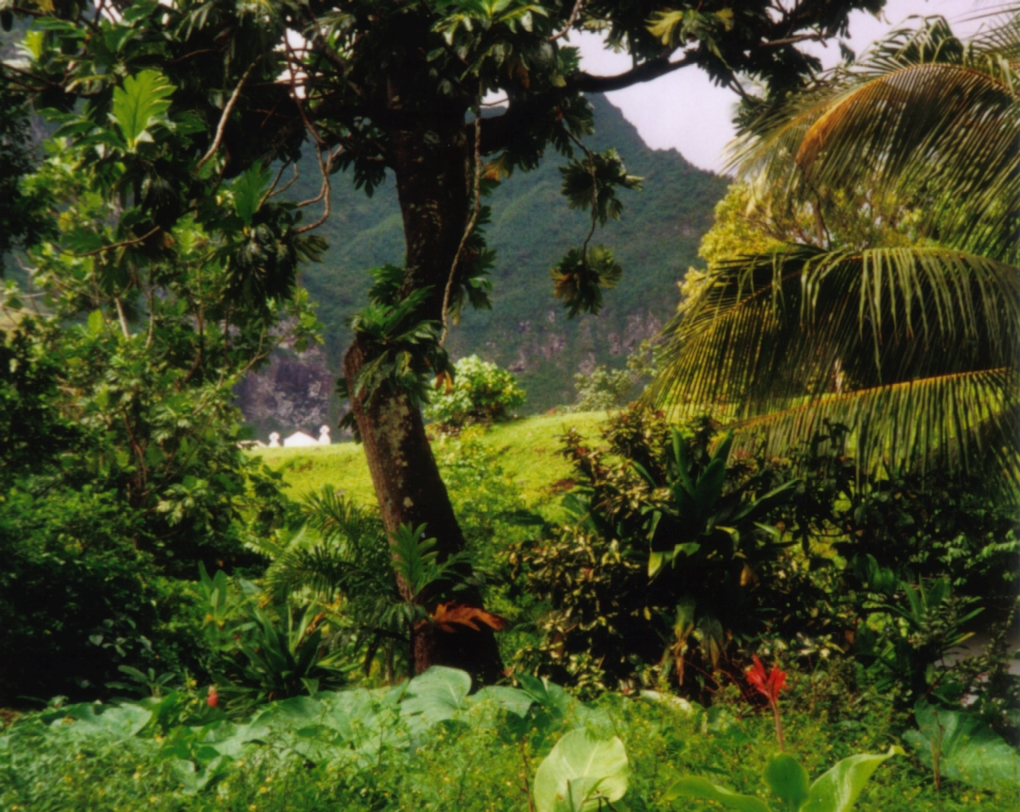
Wyspa Fatu Hiva

Bogactwa naturalne – wszystkie użyteczne elementy środowiska, które człowiek może pozyskiwać. Dzieli się je na nieorganiczne (minerały, woda, atmosfera) i organiczne (pochodzenia roślinnego, zwierzęcego, ekosystemy), a także nieodnawialne (np. minerały i paliwa kopalne) oraz odnawialne (nie wyczerpują się, ponieważ istnieje w nich zamknięty obieg materii, np. w wodzie i atmosferze). 

## Podział ze względu na możliwość odnowienia się

### Zasoby odnawialne
Do odnawialnych bogactw przyrody należy między innymi woda, która krąży i nieustannie odnawia się w tak zwanym cyklu hydrologicznym. Parująca znad mórz woda transportowana jest atmosferą w kierunku lądu, gdzie spada w postaci deszczu lub śniegu, a następnie z powrotem przemieszcza się ku morzu. Odnawialnym bogactwem naturalnym może być również dobrze uprawiana gleba, ponieważ wierzchnie warstwy litej skały ulegają ciągłemu wietrzeniu, dzięki czemu warstwa gleby niejako "przyrasta" od dołu. Podobnie, właściwie zarządzane lasy zabezpieczają stałe dostawy drewna. Do zasobów odnawialnych należą również wszystkie organizmy żywe, które podtrzymują swoje gatunki dzięki procesom rozmnażania.

### Zasoby nieodnawialne
Nieodnawialne zasoby przyrody tworzyły się wiele milionów lat. Powstają tak powoli, że z perspektywy długości ludzkiego życia ich zapasy są skończone, wyczerpywalne. Do surowców nieodnawialnych należą między innymi paliwa kopalne (węgiel, ropa naftowa, gaz ziemny), które potrzebowały wielu milionów lat na powstanie z materii organicznej. Wydobyte z wnętrza ziemi są albo spalane i zamieniane na energię, albo są surowcem do produkcji różnych tworzyw, np. plastiku i farb, nienadających się do powtórnego przetworzenia.
Za nieodnawialne uważa się również metale, chociaż nie są one spalane jak paliwa, to jednak raz użyte, z punktu widzenia środowiska, do którego miałyby wrócić, są niczym więcej niż złomem. W ciągu ostatnich dwudziestu lat ludzie stali się bardziej świadomi ogromnego marnotrawstwa surowców naturalnych. W wielu krajach znaczną część surowców wykorzystuje się powtórnie. Aluminiowy i żelazny złom staje się głównym źródłem surowców dla stale rozwijającego się przemysłu.
Powtórne wykorzystanie metali pomaga również zaoszczędzić energię. Uzyskanie tony aluminium z aluminiowego złomu wymaga 1/20 energii, która potrzebna by była do uzyskania tej samej ilości aluminium z boksytu. Inne nieodnawialne zasoby to surowce skalne.
Można się obawiać, że za ok. 100 lat wyczerpią się niektóre z nieodnawialnych zasobów Ziemi.

## Podział ze względu na formę zasobów
Zasoby te dzielą się na materię żywą, materię nieożywioną, oraz energię.
- Do materii żywej należy cały dostępny człowiekowi świat żywych roślin, zwierząt oraz pozostałych organizmów (grzyby, bakterie itd.).
- Do materii nieożywionej należą substancje we wszelkich formach materii, a więc w postaci gazowej, ciekłej lub stałej, a w szczególności powietrze, wody, minerały oraz substancje pochodzenia roślinnego lub zwierzęcego.
- Do zasobów naturalnych w postaci energii należą wszelkie przejawy energii dostępne człowiekowi, a w szczególności energia wód wynikająca z grawitacji (rzeki, wodospady), wpływu Księżyca (pływy) oraz kondensacji pary wodnej (opady), energia geotermalna, ciepło i światło ze Słońca.

## Podział zasobów naturalnych wykorzystywanych w przemyśle
- stałe:
  - energia:
    - słoneczna,
    - wiatru,
    - wód płynących,
    - pływów morskich,
    - geotermalna,

  - powietrze
- odnawialne:
  - surowce energetyczne:
    - drewno opałowe,
    - odpady produkcji roślinnej,
    - biogazy,

  - woda
  - surowce dla przemysłu lekkiego, spożywczego i chemicznego:
    - płody rolne,

  - surowce dla przemysłu drzewnego:
    - drewno,
- nieodnawialne:
  - surowce mineralne (kopaliny użyteczne)
  - surowce energetyczne:
    - węgiel kamienny
    - węgiel brunatny,
    - torf,
    - bituminy:
      - ropa naftowa,
      - gaz ziemny,
      - łupki bitumiczne,
      - wosk ziemny,
      - asfalt,

  - surowce metaliczne:
    - rudy metali żelaznych:
      - żelazo,
      - mangan,
      - chrom,
      - nikiel,
      - kobalt,
      - wolfram,
      - wanad,
      - molibden

    - rudy metali kolorowych:
      - cynk,
      - cyna,
      - miedź,
      - ołów,
      - arsen,
      - rtęć,

    - metale szlachetne:
      - złoto,
      - srebro,
      - platynowce,

    - rudy metali lekkich:
      - glin,
      - magnez,
      - beryl

    - pierwiastki promieniotwórcze:
      - uran,

  - surowce chemiczne:
    - siarka,
    - sól kamienna,
    - sól potasowa,
    - fosforyty,
    - węgiel kamienny,
    - ropa naftowa,
    - gaz ziemny,
    - saletry,
    - gips,

  - surowce skalne:
    - piasek,
    - żwir,
    - glina,
    - kaolin,
    - gips,
    - wapień,
    - dolomit,
    - piaskowiec,
    - marmur,
    - granit,
    - bazalt,
    - porfir,
    - gnejs,
    - sjenit,
    - margle,
    - iły,
    - magnezyt,
    - azbest
    - inne skały,

  - kamienie szlachetne i półszlachetne